# Max Felder
Max Felder (* 8. Oktober 1988 in München) ist ein deutscher Filmschauspieler, Synchronsprecher, Webvideoproduzent sowie Hörspiel- und Hörbuchsprecher. Er ist die deutsche Standardstimme von Corbin Bleu, Rupert Grint, Taylor Lautner , Brenton Thwaites  und Nicholas Galitzine. In Anime ist er unter anderem als Eren Jäger in Attack on Titan, Hiyori Toono in Free! Dive to the Future (3. Staffel) und Lev Haiba in Haikyu!! zu hören.
Außerdem war er als Kind als Anton in Pünktchen und Anton zu sehen.

## Leben
Max Felder gab sein Filmdebüt 1999 in Pünktchen und Anton von Caroline Link, einer Romanverfilmung von Erich Kästner, in der er die männliche Titelrolle spielte. Für diese Rolle erhielt er die Auszeichnung Goldener Spatz 1999 als bester Darsteller. Seitdem stand er in einigen deutschen Fernsehfilmen vor der Kamera. Auch in mehreren Serien war er zu sehen, so z. B. in einer Episode von Polizeiruf 110 (2003) sowie in einer Folge von In aller Freundschaft (2004). Seine größte Rolle spielte Felder 2010 in der ZDF-Verfilmung des bekannten Volksmärchens Aschenputtel als Prinz Leonhard an der Seite von Emilia Schüle.
Seine erste Synchronrolle hatte er 1999 als junger Tarzan im Disneyfilm Tarzan. Ab 2001 lieh er in den Harry-Potter-Filmen Ron Weasley alias Rupert Grint seine Stimme und seit 2006 dem Schauspieler Corbin Bleu in dessen Filmen. Besonders anspruchsvoll gestaltete sich die Synchronisation des behinderten Paolo im Film Die Hausschlüssel (2006). In Twilight – Biss zum Morgengrauen und dessen Fortsetzungen synchronisierte er jeweils Taylor Lautner in der Rolle des Jacob Black. Zudem sprach er diese Rolle auch auf den gleichnamigen Hörbüchern.
Unter dem Namen FelderMax betreibt Felder einen eigenen Youtube-Kanal und streamt unter diesem Namen auch auf der Streamingplattform Twitch.
2023 wurde Felder Vater einer Tochter. Im März 2025 beteiligte sich Felder an einer Kampagne gegen den Einsatz von KI-Stimmen in der Synchronindustrie.

## Filmografie
- 1999: Pünktchen und Anton
- 2000: Paul
- 2001: Flügelfisch
- 2001: Was ist bloß mit meinen Männern los?
- 2003: Weihnachtsmann über Bord
- 2003: Polizeiruf 110 (Fernsehreihe, Folge Pech und Schwefel)
- 2004: Storm Hunters
- 2004: In aller Freundschaft (Fernsehserie, Folge Wunderbare Weihnacht überall)
- 2006: Plötzlich Opa
- 2006: Neger, Neger, Schornsteinfeger!
- 2006: Stolberg (Fernsehserie, Folge Hexenjagd)
- 2007–2009: Familie Sonnenfeld (Filmreihe, sechs Folgen)
- 2007: SOKO 5113 (Fernsehserie, Folge High Society)
- 2007: Der Lehrer (Fernsehserie, Folge Leon)
- 2008: Die Sache mit dem Glück
- 2008: Ein Date fürs Leben
- 2009: Faktor 8 – Der Tag ist gekommen
- 2010: SOKO 5113 (Fernsehserie, Folge Folge Auf der Jagd)
- 2010: Aschenputtel
- 2010: Der Alte (Fernsehserie, Folge Die Maske des Bösen)
- 2012: Mein Herz in Malaysia
- 2012: Monas Bürgermeister
- 2014: Coming In
- 2018: Um Himmels Willen (Fernsehserie, Folge Nachtgestalten)
- 2018: SOKO München (Fernsehserie, Folge Schärfer, als die Polizei erlaubt)
- 2018: Kreuzfahrt ins Glück – Hochzeitsreise ins Piemont

## Synchronrollen (Auswahl)
Rupert Grint
- 2001: Harry Potter und der Stein der Weisen als Ron Weasley
- 2002: Harry Potter und die Kammer des Schreckens als Ron Weasley
- 2004: Harry Potter und der Gefangene von Askaban als Ron Weasley
- 2005: Harry Potter und der Feuerkelch als Ron Weasley
- 2006: Driving Lessons – Mit Vollgas ins Leben als Ben Marshall
- 2007: Harry Potter und der Orden des Phönix als Ron Weasley
- 2009: Cherrybomb als Malachy McKinney
- 2009: Harry Potter und der Halbblutprinz als Ron Weasley
- 2010: Harry Potter und die Heiligtümer des Todes – Teil 1 als Ron Weasley
- 2010: Wild Target – Sein schärfstes Ziel als Tony
- 2011: Harry Potter und die Heiligtümer des Todes – Teil 2 als Ron Weasley
- 2012: Into the White als Gunner Robert Smith
- 2013: Lang lebe Charlie Countryman als Carl
- 2015: Moonwalkers als Jonny
- 2019–2023: Servant als Julian Pearce

Taylor Lautner
- 2008: Twilight – Biss zum Morgengrauen als Jacob Black
- 2009: New Moon – Biss zur Mittagsstunde als Jacob Black
- 2010: Eclipse – Biss zum Abendrot als Jacob Black
- 2011: Atemlos – Gefährliche Wahrheit als Nathan Harper / Steven Price
- 2011: Breaking Dawn – Biss zum Ende der Nacht, Teil 1 als Jacob Black
- 2012: Breaking Dawn – Biss zum Ende der Nacht, Teil 2 als Jacob Black
- 2015: The Ridiculous 6 als Lil’Pete
- 2015: Tracers als Cam

Brenton Thwaites
- 2013: Oculus als Tim Russell
- 2014: Maleficent – Die dunkle Fee als Prinz Philipp
- 2014: Hüter der Erinnerung – The Giver als Jonas
- 2016: Gods of Egypt als Bek
- 2017: Pirates of the Caribbean: Salazars Rache als Henry Turner
- 2020: Das Mädchen deiner Träume als Devon

Corbin Bleu
- 2006: High School Musical als Chad Danforth
- 2007: High School Musical 2 als Chad Danforth
- 2007: Jump In! als Izzy Daniels
- 2008: High School Musical 3: Senior Year als Chad Danforth

Jedidiah Goodacre
- 2015: Descendants – Die Nachkommen als Chad Charming
- 2017: Descendants 2 – Die Nachkommen als Chad Charming
- 2020: Descendants 3 – Die Nachkommen als Chad Charming

Asher Book
- 2004: Rockstars Forever als Liam Harden
- 2009: Fame als Marco

Niels Schneider
- 2010: I Killed My Mother als Éric
- 2010: Herzensbrecher als Nicolas

Lucas Till
- 2013: Crush als Scott
- 2014: Wolves als Cayden Richards

### Filme
- 2003: Rupert Simonian in Peter Pan als Tootles
- 2005: Kappei Yamaguchi in Kikis kleiner Lieferservice als Tombo
- 2010: Chris Riggi in Beilight – Bis(s) zum Abendbrot als Jacob White
- 2010: John Morris in Toy Story 3 als Andy
- 2013: Rhys Wakefield in Party Invaders als David
- 2015: Tyson Ritter in Im Himmel trägt man hohe Schuhe als Ace
- 2015: Kōki Uchiyama in The Anthem of the Heart als Takumi Sakagami
- 2017: Fionn Whitehead in Dunkirk als Tommy
- 2019: Remy Hii in Spider-Man: Far From Home als Brad Davis
- 2019: Avan Jogia in Zombieland: Doppelt hält besser als Berkeley
- 2019: Josh Gad in Bailey – Ein Hund kehrt zurück als Bailey
- 2020: Callum Turner in Emma als Frank Churchill
- 2021: Finn Cole in Fast & Furious 9 als junger Jakob Toretto
- 2023: Nicholas Galitzine in Royal Blue als Henry
- 2024: Nicholas Galitzine in Als du mich sahst als Hayes Campbell

### Serien
- 2007: Issei Takahashi in Stimme des Herzens – Whisper of the Heart als Seiji Amasawa
- 2005–2008: Sean Flynn in Zoey 101 als Chase Matthews
- 2007–2015: Maulik Pancholy in Phineas und Ferb als Baljeet
- 2010–2013: Roshon Fegan in Shake It Up – Tanzen ist alles als Ty Blue
- 2012: Robert Ri’chard in Vampire Diaries als Jamie Bennett
- 2013: Nahom Kassa in Wolfblood – Verwandlung bei Vollmond als Sam
- 2014–2017: Ryan McCartan in Liv und Maddie als Diggie
- 2014–2020: Alfred Enoch in How to Get Away with Murder als Wes Gibbins
- seit 2014: Kazue Ikura in One Piece als Sentomaru
- 2015–2020: Richard Harmon in The 100 als John Murphy
- 2015–2019: Luke Kleintank in The Man in the High Castle als Joe Blake
- 2016: Agustín Bernasconi in Soy Luna als Gastón Perida
- 2016: Mattis Herman Nyquist in Nobel als Hektor Stolt-Hansen
- 2016–2017: Hank Harris in Once Upon a Time – Es war einmal … als Dr. Henry Jekyll
- 2016–2017: Austin Butler in The Shannara Chronicles als Wil Ohmsford
- seit 2016: Richard Rankin in Outlander als Roger Wakefield/MacKenzie
- 2016–2023: Yūki Kaji in Attack on Titan als Eren Jäger
- 2017–2020: Mark Ishii in Haikyu!! als Lev Haiba
- 2018: Hidenobu Kiuchi in Violet Evergarden als Dietfried Bougainvillea
- 2019: Chiaki Kobayashi in Vinland Saga (Animeserie) als Askeladd (jung)
- 2019–2021: Ahikar Azcona in Haus des Geldes als Matías Caño alias Pamplona
- 2019–2021: Yuuma Uchida in Fruits Basket als Kyo Soma
- 2020–2025: Ronen Rubinstein in 9-1-1: Lone Star als T. K. Strand
- seit 2020: Alberto Rosende in Chicago Fire als Blake Gallo
- seit 2021: Kyle Bary in Ginny & Georgia als Zion Miller
- 2021: Fra Fee in Hawkeye als Kazi Kazimierczak

## Videospiele / Dokumentationen
- 2008: A Boy Called Alex … als Alex Stobbs
- 2009–2010: Red Bull TV
- 2010: Harry Potter und die Heiligtümer des Todes … als Ron Weasley
- 2020: Tell Me Why … als Michael Abila

## Hörbücher / Hörspiele / Werbung (Auswahl)
- 2007: Das Schwein kam mit der Post als Leo
- 2010: Nach dem Sommer als Sam
- 2010: Bis(s) zum Abendrot als Jacob Black (Hörbuch), Silberfisch & BookBeat, ISBN 978-3-86742-077-8
- 2010: Burger King als BK-Krone
- 2011: Bis(s) zum Ende der Nacht als Jacob Black (Hörbuch), Silberfisch, ISBN 978-3-86742-103-4 (gemeinsam mit Annina Jest)
- 2012/2013: in einem ICQ-Spot als Darsteller
- 2014: Sherlock Holmes, Folge 13: Der Bund der Rotschöpfe[3]
- 2014: Gruselkabinett, Folge 88: Die Affenpfote[3] (Hörspiel)
- 2015: Elias & Laia: Die Herrschaft der Masken … als Elias (Hörbuch, gemeinsam mit Gabrielle Pietermann), Lübbe Audio, ISBN 978-3-7857-5081-0
- 2016: Elias & Laia – Eine Fackel im Dunkel der Nacht... als Elias (Hörbuch, gemeinsam mit Gabrielle Pietermann), Lübbe Audio, ISBN 978-3-7857-5368-2
- 2019: Emma Scott: Bring Down the Stars (Hörbuch, Beautiful Hearts Duett 1, Audible exklusiv, gemeinsam mit Gabrielle Pietermann)
- 2020: Emma Scott: Light Up the Sky (Hörbuch, Beautiful Hearts Duett 2, Audible exklusiv, gemeinsam mit Maximilian Artajo und Gabrielle Pietermann)
- 2020: Mikkel Robrahn: Hidden Worlds – Der Kompass im Nebel (Hörbuch, gemeinsam mit Lara Trautmann), Argon Verlag, ISBN 978-3-7324-5489-1
- 2021: Mikkel Robrahn: Hidden Worlds – Die Krone des Erben (Hörbuch-Download, gemeinsam mit Lara Trautmann), Argon Verlag, ISBN 978-3-7324-5584-3
- 2021: Mikkel Robrahn: HIDDEN WORLDS – DAS SCHWERT DER MACHT, Hidden Worlds, Band 3, (Hörbuch, gemeinsam mit Lara Trautmann), Argon Verlag, ISBN 978-3-7324-5587-4
- 2022: Mikkel Robrahn: SIGNS OF MAGIC 1 – DIE JAGD AUF DEN JADEFUCHS, (Hörbuch-Download, gemeinsam mit Lara Trautmann), Argon Verlag, ISBN 978-3-7324-5813-4
- 2022: Sarah Sprinz: Dunbridge Academy – Anyone (Dunbridge Academy 2, gemeinsam mit Dagmar Bittner), Lübbe Audio, ISBN 978-3-96635-209-3 (Hörbuch-Download)
- 2023: Jennifer Lynn Barnes,: The Brothers Hawthorne (The Inheritance Games 4), der Hörverlag & Audible, ISBN 978-3-8445-5003-0 (Hörbuch-Download)